# Bert Gradin
Bert Ivar Gradin, född 22 november 1962 i Sundsvall, är en svensk akrobat, varietéartist och skådespelare.
Gradin var med och bildade Gycklargruppen tillsammans med bland andra Manne af Klintberg 1987. Han medverkande i Jönssonligan spelar högt som polis (2000) och Tjuvarnas jul (2011) i rollen Bongo.
Han är gift med scenografen Hanna Zetterström Gradin (född 1973), som är dotter till författaren Carl Zetterström och skådespelaren Birgitta Andersson. De har två barn tillsammans.

## Filmografi
- 2000 – Jönssonligan spelar högt
- 2005 – Pistvakt
- 2011 – Maria Wern - Pojke försvunnen
- 2011 – Tjuvarnas jul (TV-serie)
- 2014 – Tjuvarnas jul – Trollkarlens dotter